# Ugo Vetere
Ugo Vetere (23 de abril de 1924 - 2 de abril de 2013) foi um político do Partido Comunista Italiano . Nasceu em Régio da Calábria . Tornou-se prefeito de Roma em 1981, depois a morte de seu antecessor, ficando até 1985. Atuou na Câmara dos Deputados da Itália na Legislatura VI, Legislatura VII, Legislatura VIII e no Senado da República na Legislatura X.
Como prefeito de Roma, ele e o prefeito da moderna Cartago, Chedli Klibi assinaram um "tratado de paz", em 1985, no 2.131º aniversário do fim das Guerras Púnicas entre a antiga República Romana e a antiga Cartago. 